# Etto
Oélilton Araújo dos Santos (Valente, Brasil, 8 de marzo de 1981), futbolista brasileño, naturalizado croata. Juega de delantero y su actual equipo es el FK Baku de la Liga Premier de Azerbaiyán.

## Clubes
| Club                | País       | Año           |
| ------------------- | ---------- | ------------- |
| EC Bahia            | Brasil     | 2002          |
| Criciúma EC         | Brasil     | 2002-2003     |
| Paraná Clube        | Brasil     | 2003-2004     |
| Atlético Paranaense | Brasil     | 2004-2005     |
| Dinamo de Zagreb    | Croacia    | 2005-2010     |
| PAOK FC             | Grecia     | 2010-2013     |
| FK Baku             | Azerbaiyán | 2014-presente |

## Palmarés

### Campeonatos nacionales
| Título               | Club          | País    | Año  |
| -------------------- | ------------- | ------- | ---- |
| Prva HNL             | Dinamo Zagreb | Croacia | 2006 |
| Supercopa de Croacia | Dinamo Zagreb | Croacia | 2006 |
| Prva HNL             | Dinamo Zagreb | Croacia | 2007 |
| Copa de Croacia      | Dinamo Zagreb | Croacia | 2007 |
| Prva HNL             | Dinamo Zagreb | Croacia | 2008 |
| Copa de Croacia      | Dinamo Zagreb | Croacia | 2008 |
| Prva HNL             | Dinamo Zagreb | Croacia | 2009 |
| Copa de Croacia      | Dinamo Zagreb | Croacia | 2009 |
| Prva HNL             | Dinamo Zagreb | Croacia | 2010 |
| Supercopa de Croacia | Dinamo Zagreb | Croacia | 2010 |